# زمن الملائكة (رواية)
زمن الملائكة (بالإنجليزية: The Time of the Angels)‏ هي رواية للكاتبة البريطانية آيريس مردوك، نشرت عام 1966، لأول مرة عن دار نشر تشاتو آند ويندوس.